# (192642) 1999 RD32
(192642) 1999 RD32 es un asteroide excéntrico y un presunto binario de contacto, clasificado como un objeto próximo a la Tierra y un asteroide potencialmente peligroso perteneciente al grupo Apollo, de aproximadamente 5 kilómetros de diámetro. 
Fue descubierto el 8 de septiembre de 1999, a una magnitud de 18, por astrónomos del programa LINEAR utilizando su telescopio de 1 metro en el sitio de pruebas experimentales del Laboratorio Lincoln cerca de Socorro, Nuevo México, Estados Unidos. El asteroide es probable que tenga una composición carbonosa y tiene un período de rotación de 17,08 horas.

## Descripción
1999 RD32 orbita al Sol a una distancia de 0,6 a 4,7 UA una vez cada 4 años y 4 meses (1,571 días, semi eje mayor de 2,64 UA). Su órbita tiene una alta excentricidad de 0,77 y una inclinación de 7 ° con respecto a la eclíptica.
En enero de 1995 comenzó el arco de observación del asteroide con una precovery captada en el Observatorio Palomar. Se sabe que el 27 de agosto de 1969, 1999 RD32 pasó a 0,0093 unidades astronómicas (1 391 260,2 km) de la Tierra. Durante dicho acercamiento, el asteroide alcanzó una magnitud aparente de 8,8. En septiembre de 2004, el (4179) Toutatis, de tamaño similar, también alcanzó ese brillo. Pasó a menos de 0,007 AU 0,007 unidades astronómicas (1 047 185,1 km) del asteroide (29) Amphitrite el 17 de enero de 1939.
Las observaciones del radar de Arecibo del 5 al 6 de marzo de 2012 mostraron que el 1999 RD32 tiene aproximadamente 5 kilómetros (3 millas) de diámetro y tiene un albedo estimado de solo 0,04. Otras fuentes calculan un diámetro más pequeño de 1,63 kilómetros basado en una suposición anterior, que el objeto es un asteroide rocoso en lugar de carbonoso. Los dos lóbulos visibles sugieren que 1999 RD32 es un asteroide binario ajustado o binario de contacto. Se estima que alrededor del 10-15% de los asteroides cercanos a la Tierra de más de 200 metros son asteroides binarios de contacto con dos lóbulos en contacto mutuo.
| Fecha                  | Distancia a la Tierra                          |
| ---------------------- | ---------------------------------------------- |
| 27 de agosto de 1969   | 0,0093 unidades astronómicas (1 391 260,2 km)  |
| 14 de marzo de 2012    | 0,1487 unidades astronómicas (22 245 203,4 km) |
| 11 de marzo de 2042    | 0,1428 unidades astronómicas (21 362 575,9 km) |
| 4 de setiembre de 2046 | 0,1071 unidades astronómicas (16 021 932 km)   |

## Numeración y Nombramiento
Este planeta menor fue numerado por el Centro de Planetas Menores el 13 de noviembre de 2008. desde entonces todavía no ha sido nombrado.